# Thaumiers
Thaumiers – miejscowość i gmina we Francji, w Regionie Centralnym, w departamencie Cher.
Według danych na rok 1990 gminę zamieszkiwały 383 osoby, a gęstość zaludnienia wynosiła 14 osób/km² (wśród 1842 gmin Centre, Thaumiers plasuje się na 768. miejscu pod względem liczby ludności, natomiast pod względem powierzchni na miejscu 409.).